# Mabel Gay
Mabel Gay (Santiago de Cuba, Cuba, 5 de mayo de 1983) es una atleta cubana, especialista en la prueba de triple salto, con la que ha llegado a ser subcampeona mundial en 2009.

## Carrera deportiva
En el Mundial de Berlín 2009 gana la medalla de plata en triple salto, con una marca de 14,61 metros que fue su mejor marca hasta el momento, quedando en el podio tras su compatriota la también cubana Yargelis Savigne y por delante de la rusa Anna Pyatykh.